# Le Ham (Mancha)
 Le Ham  es una población y comuna francesa, situada en la región de Baja Normandía, departamento de Mancha, en el distrito de Cherbourg-Octeville y cantón de Montebourg.

## Demografía
| 390 | 417 | 402 | 373 | 387 | 348 |
| Para los censos de 1962 a 1999 la población legal corresponde a la población sin duplicidades (Fuente: INSEE [Consultar]) |     |     |     |     |     |